# Filmåret 1994

## Händelser

### Januari
- 30 januari – Guldbaggengalan hålls på Cirkus i Stockholm.[1]

### Mars
- 22 mars – Oscarsgalan avgörs i Los Angeles.[1]

### December
- 8 december – Över 300 personer omkommer vid en brand i en biograf i Kina [2].

## Årets filmer

### Siffra (1,2,3...) eller specialtecken (@,$,?...)
- 11 juni 1990
- 13-årsdagen
- 30 Years of Maximum R&B
- 71 fragment

### A - G
- Airheads
- Bara du & jag
- Brända av solen
- City Slickers II – Jakten på Curlys guld
- Change
- Crumb
- Dellamorte Dellamore
- Den galopperande detektiven
- Drop Zone
- Drömspel
- Dum och Dummare
- En vampyrs bekännelse
- Fjällets son
- Forrest Gump[3]
- Frihetsligan
- Förräderi
- Fyra bröllop och en begravning[4]
- Fåglarna 2
- Getaway - rymmarna
- Good Night Irene
- Granskogen i våra hjärtan

### H - N
- Highlander III: The Sorcerer[5]
- Himmel över Malmö
- Höstlegender[6]
- I krigets skugga
- I Love Trouble
- Jafars återkomst
- Junior
- Kan du vissla Johanna?[7]
- Karate Kid: Mästarens nya elev[8]
- Lejonkungen
- Léon
- Lightning Jack
- Lust
- Mary Shelley's Frankenstein
- Maverick
- Muriels bröllop
- Nakna pistolen 33 1/3
- Natural Born Killers
- Nyckeln till frihet

### O - U
- Pillertrillaren
- Polisskolan 7: Uppdrag i Moskva[9]
- Priest
- Priscilla - Öknens drottning[10]
- Pulp Fiction[11]
- Påtaglig fara
- Quiz Show
- Reality Bites
- Richie Rich
- Romeo is Bleeding[12]
- Sambandha
- Sirens
- Snacka om rackartyg
- Snuten i Hollywood III[13]
- Speed
- Stargate[14]
- Star Trek Generations[15]
- Stockholm Marathon
- Strebern
- Street Fighter
- Street Fighter II: The Animated Movie
- Tammy and the T-Rex
- The Shadow
- True Lies[16]
- Unga kvinnor

### V - Ö
- Wolf
- Wyatt Earp
- Yrrol
- Änglagård – andra sommaren

## Oscarspriser(i urval)
| Kategori                  | Vinnare                                           |
| ------------------------- | ------------------------------------------------- |
| Bästa film                | Forrest Gump                                      |
| Bästa regi                | Robert Zemeckis (Forrest Gump)                    |
| Bästa manliga huvudroll   | Tom Hanks (Forrest Gump)                          |
| Bästa kvinnliga huvudroll | Jessica Lange (Blue Sky)                          |
| Bästa manliga biroll      | Martin Landau (Ed Wood)                           |
| Bästa kvinnliga biroll    | Dianne Wiest (Kulor över Broadway)                |
| Bästa utländska film      | Brända av solen (Uutomlyonnye solntsem, Ryssland) |

För komplett lista se Oscarsgalan 1995.

## Födda
- 23 februari – Dakota Fanning, amerikansk skådespelerska.
- 18 april – Moisés Arias, amerikansk skådespelare.
- 2 juni – Jemma McKenzie-Brown, brittisk skådespelerska.
- 9 oktober – Jodelle Ferland, kanadensisk skådespelerska.
- 3 december – Jake T. Austin, amerikansk skådespelare.

## Avlidna
- 22 januari
  - Jean-Louis Barrault, fransk skådespelare.[1]
  - Telly Savalas, amerikansk skådespelare.[1]
- 23 januari – Yngve Nordwall, svensk skådespelare och regissör.
- 6 februari – Joseph Cotten, 88, amerikansk skådespelare.[1]
- 11 februari – Sune Mangs, finlandssvensk sångare, revyartist och skådespelare.
- 25 februari – Lars Seligman, svensk skådespelare.
- 4 mars – John Candy, amerikansk-kanadensisk skådespelare.
- 6 mars – Melina Mercouri, amerikansk-grekisk skådespelare, författare och politiker.
- 17 mars – Mai Zetterling, svensk skådespelare och regissör.
- 22 mars – Walter Lantz, amerikansk animatör, filmregissör och filmproducent.
- 23 mars – Giulietta Masina, italiensk skådespelerska.[1]
- 25 mars – Ilse-Nore Tromm, svensk skådespelare.
- 29 mars – Paul Grimault, fransk regissör av animerad film
- 5 maj – Gregor Dahlman, svensk skådespelare.
- 12 maj – Solveig Lagström, svensk skådespelare och sångare.
- 6 juli – Cameron Mitchell, amerikansk skådespelare.
- 12 juli – Signhild Björkman, svensk skådespelare.
- 15 juli – Harald Molander, svensk regissör och filmproducent.
- 18 augusti – Charles Redland, svensk kompositör, kapellmästare och musiker, arrangör av filmmusik.
- 3 september – Fylgia Zadig, svensk skådespelare.
- 4 september – Folke Mellvig, svensk författare och manusförfattare.
- 9 september – Patrick O'Neal, amerikansk skådespelare.
- 11 september – Jessica Tandy, amerikansk skådespelare.[1]
- 17 september – Kristian Almgren, svensk skådespelare.
- 25 september – Bengt Logardt, svensk tandläkare, regissör, skådespelare manusförfattare och kompositör.
- 3 oktober – Arne Nyberg, svensk skådespelare.
- 15 oktober – Åke Uppström, svensk skådespelare.
- 18 oktober
  - Herman Ahlsell, svensk regissör och skådespelare.
  - Aina Rosén, svensk skådespelare.
- 20 oktober – Burt Lancaster, amerikansk skådespelare.[1]
- 21 oktober – Thore Ehrling, svensk kompositör, arrangör av filmmusik, orkesterledare och musiker.
- 30 december – Ingrid Magnusson, svensk operasångerska och skådespelare.

### Fotnoter
1. 1 2 3 4 5 6 7 8   Horisont 1994. Bertmarks
2. ↑  Faktakalendern 1996, Semic, 1995
3. ↑  IMDB, läst 1 mars 2012
4. ↑  IMDB, läst 1 mars 2012
5. ↑  IMDB, läst 1 mars 2012
6. ↑  IMDB, läst 1 mars 2012
7. ↑  IMDB, läst 1 mars 2012
8. ↑  IMDB, läst 29 februari 2012
9. ↑  IMDB, läst 29 februari 2012
10. ↑  IMDB, läst 1 mars 2012
11. ↑  IMDB, läst 1 mars 2012
12. ↑  IMDB, läst 1 mars 2012
13. ↑  IMDB, läst 1 mars 2012
14. ↑  IMDB, läst 1 mars 2012
15. ↑  IMDB, läst 1 mars 2012
16. ↑  IMDB, läst 1 mars 2012